# Stefan Wyszyński
Stefan Wyszyński (Zuzela, 3 augustus 1901 – Warschau, 28 mei 1981) was een Pools geestelijke en kardinaal van de Katholieke Kerk.

## Priester
Stefan Wyszyński bezocht het grootseminarie van Włocławek en werd op 3 augustus 1924 tot priester gewijd. Hierna studeerde hij aan de Katholieke Universiteit van Lublin canoniek recht en promoveerde in 1929 op een dissertatie over de verhouding tussen Kerk, Staat en ouders met betrekking tot het onderwijs. Vanaf 1931 doceerde hij aan het seminarie Włocławek. Tijdens de Tweede Wereldoorlog was hij betrokken bij verzetsactiviteiten. In 1945 werd hij rector van het seminarie.

## Bisschop en kardinaal
Op 25 maart 1946 benoemde paus Pius XII hem tot bisschop van Lublin. August kardinaal Hlond wijdde hem. In 1948 volgde zijn benoeming tot aartsbisschop van Warschau en Gniezno. Hiermee volgde hij Hlond op als primaat van Polen.
Tijdens het consistorie van 12 januari 1953 werd hij kardinaal gecreëerd. Hij was evenwel niet in staat om zelf zijn rode hoed in ontvangst te nemen, omdat hij door het communistisch bewind was geïnterneerd. Pas op 18 mei 1957 was hij in staat om naar Rome af te reizen om op de gebruikelijke wijze te worden verheven. De Santa Maria in Trastevere was zijn titelkerk. Hij werd in 1956 – ongeveer tegelijk met de bevrijding van József Mindszenty, tijdens de Hongaarse Opstand – uit zijn internering bevrijd. Pius XII uitte zijn vreugde hierover in de encycliek Laetamur Admodum. Wyszyński nam deel aan het Tweede Vaticaans Concilie.
In 1971, na het aantreden van Edward Gierek, verminderde de spanning tussen de kerk en het communistisch regime. De staat gaf de kerk beschikking over 4.700 kapellen en kerken en 2.200 parochiegebouwen in de voormalige Duitse gebieden in West-Polen.
Tijdens het conclaaf van oktober 1978 was Wyszyński een van de drijvende krachten achter de verkiezing van zijn landgenoot Karol Józef Wojtyła tot paus Johannes Paulus II.

## Canonisatie
In 1989 werd een proces tot zaligverklaring opgestart omdat hij moedig weerstand had geboden aan het nazisme en het communisme. Paus Franciscus gaf hem in 2017 de titel 'Eerbiedwaardige dienaar Gods' en erkende in 2019 een wonderbaarlijke genezing op voorspraak van kardinaal Wyszyński, een noodzakelijke stap voor een zaligverklaring.

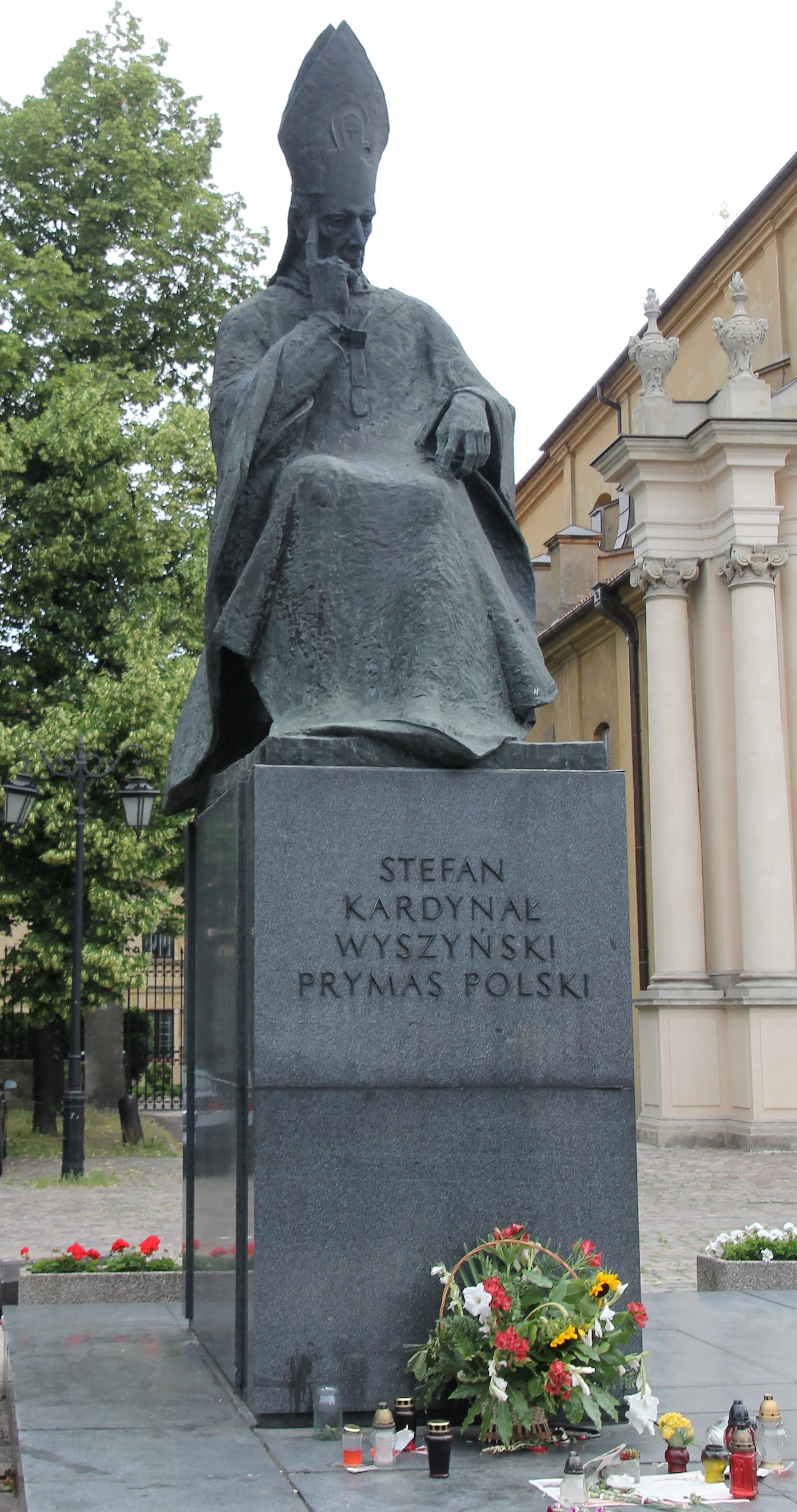
Standbeeld in Warschau

 Hij werd op 12 september 2021 zalig verklaard.
- Bibsys: 90150167
- Biblioteca Nacional de España: XX1162412
- Bibliothèque nationale de France: cb119294503 (data)
- CiNii: DA07095581
- Gemeinsame Normdatei: 118635786
- International Standard Name Identifier: 0000 0001 1480 1990
- Library of Congress Control Number: n81037081
- Bibliotheek van het Japanse parlement: 00461549
- Nationale Bibliotheek van Tsjechië: mzk2004228354
- Nationale bibliotheek van Australië: 35903121
- Nationale Bibliotheek van Israël: 987007269927105171
- Nationale Bibliotheek van Polen: a0000001179339
- Nederlandse Thesaurus van Auteursnamen: 068591128
- Istituto Centrale per il Catalogo Unico: CFIV005269
- SNAC: w60g6v99
- Système universitaire de documentation: 027200426
- Trove: 1138912
- Virtual International Authority File: 112935997
- WorldCat: E39PBJxcWxyxF7GHRtjfHjjgrq